# Białka Tatrzańska
Białka Tatrzańska ist ein Dorf in der Landgemeinde Bukowina Tatrzańska im Powiat Tatrzański in der Woiwodschaft Kleinpolen im Süden Polens. Es liegt am Gebirgsfluss Białka und der Schnellstraße DK 49. Das Dorf ist acht Kilometer lang und besteht aus drei Teilen Grapa, Kaniówka und Pod Grapą. Es ist ein Urlaubsort am Fuße der Hohen Tatra mit zahlreichen Skigebieten und dem Thermalbad Terma Bania.

## Geschichte
Das Dorf wurde um 1616 angelegt. Zum Dorf gehörten auch Almen in der Hohen Tatra, u. a. am Bergsee Meerauge sowie am Massiv des Wołoszyn. Bereits im 19. Jahrhundert entwickelte sich der Ort von einem landwirtschaftlich geprägten Dorf zu einem Kurort. In Białka wirkte die Poetin Hanka Nowobielska. Von 1975 bis 1998 gehörte das Dorf zur mittlerweile aufgelösten Woiwodschaft Nowy Sącz. Białka ist in Polen für seine Folkloreband Białcanie bekannt.

## Sehenswürdigkeiten
Die Holzkirche der Heiligen Simon und Juda Taddäus aus dem 17. Jahrhundert gehört zum Kulturerbe des Wegs der Holzarchitektur in Kleinpolen. Im Inneren hat sich die Barockausstattung der Kirche erhalten. Messen werden auch auf Latein gelesen. 

## Tourismus
In der Hochsaison sind in Białka regelmäßig bis zu dreimal mehr Touristen als Einwohner. Die touristische Infrastruktur ist gut ausgebaut.
Am 16. Juni 2011 wurde das Thermalbad Terma Bania in Białka eröffnet. Mit 1.382,67 m² Fläche der Wasserbecken ist es eines der größten Thermalbäder in Polen. Das 72 Grad Celsius warme Wasser wird aus einem 2.500 m tiefem Bohrloch gewonnen. Zur Therme gehört auch eine Saunalandschaft, ein Skigebiet und ein Vier-Sterne-Hotel.
Auf dem Fluss Białka wird Wildwasserkajak und Rafting betrieben, auf den umliegenden Hügeln Gleitschirmfliegen.

### Wintersport
In Białka gibt es vier Skigebiete, die von der Vereinigung TatrySki betrieben werden:
- Skigebiet Kotelnica,
- Skigebiet Kaniówka,
- Skigebiet Bania.

## Galerie

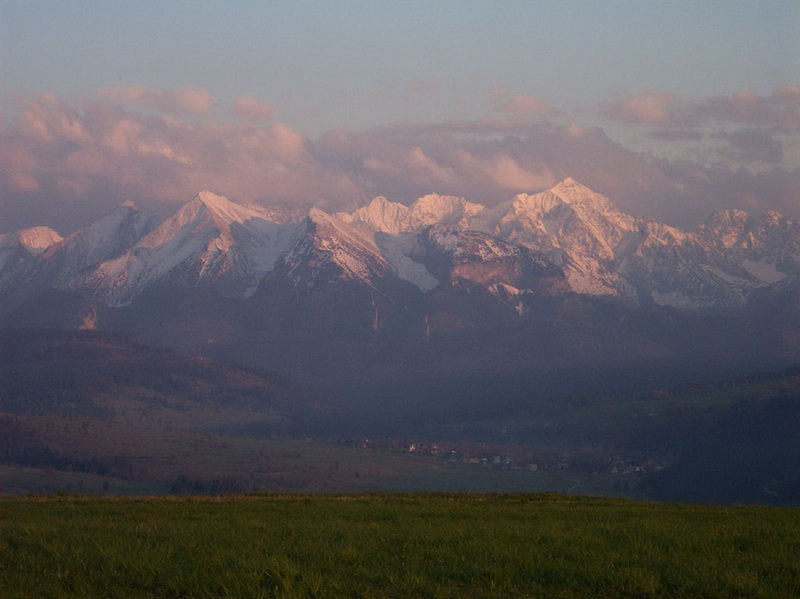
Hohe Tatra von Białka Tatrzańska
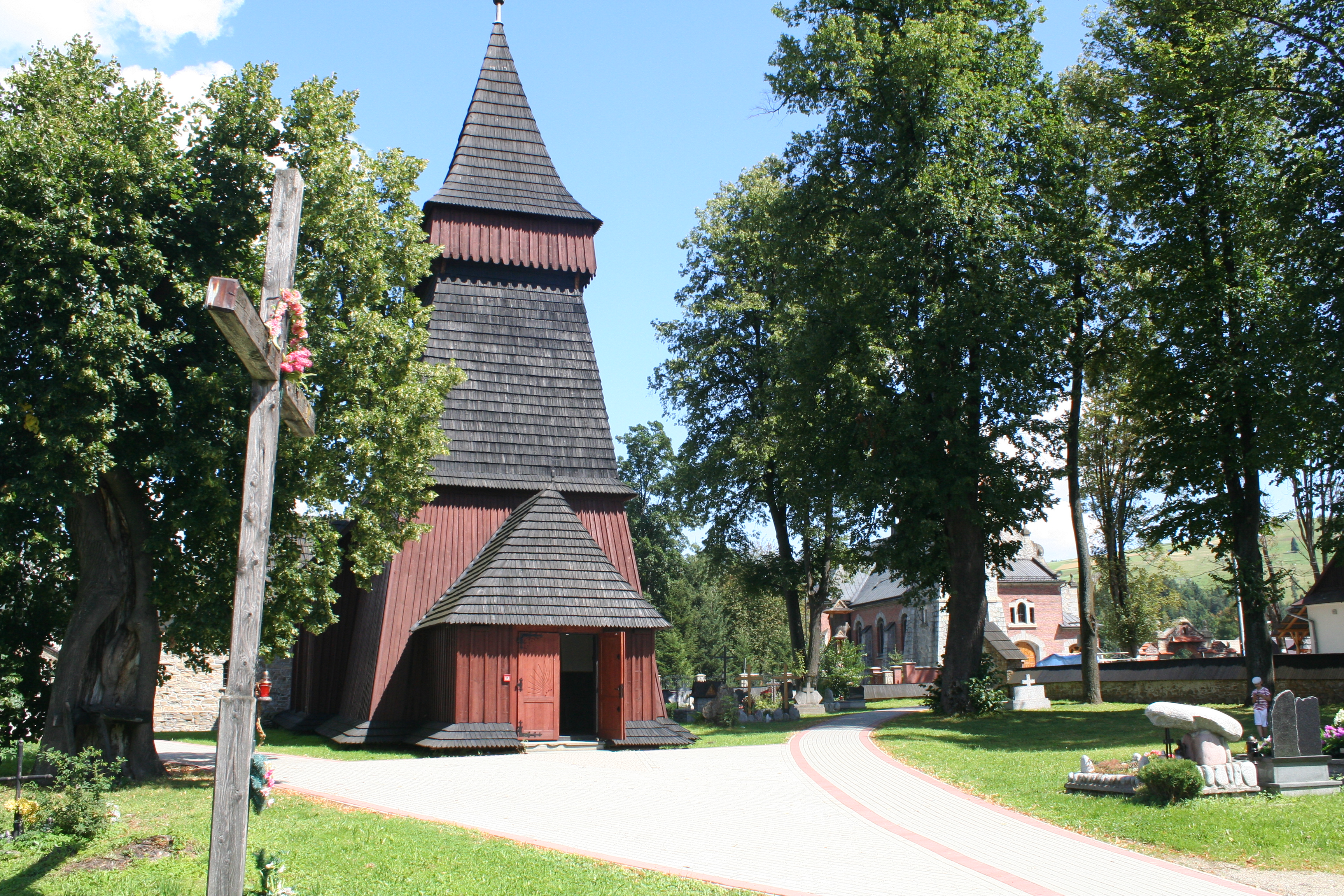
Barocke Holzkirche
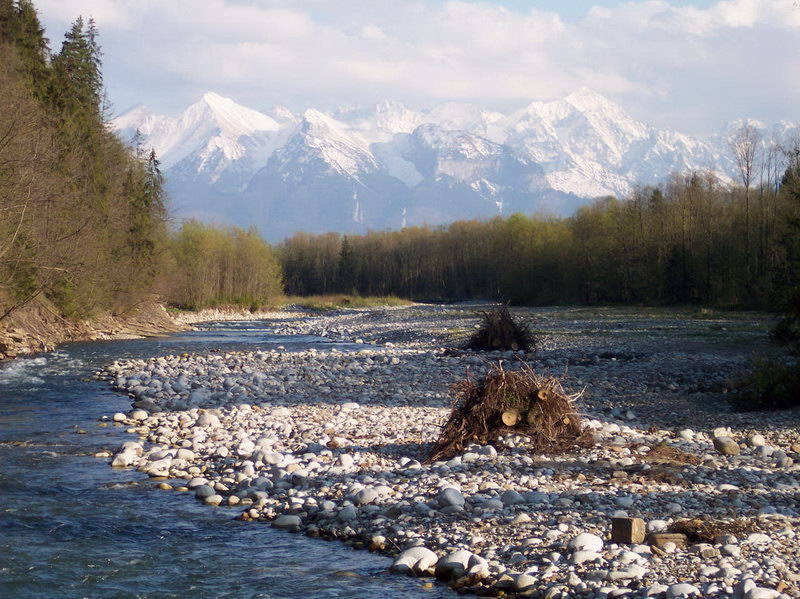
Białka in Białka
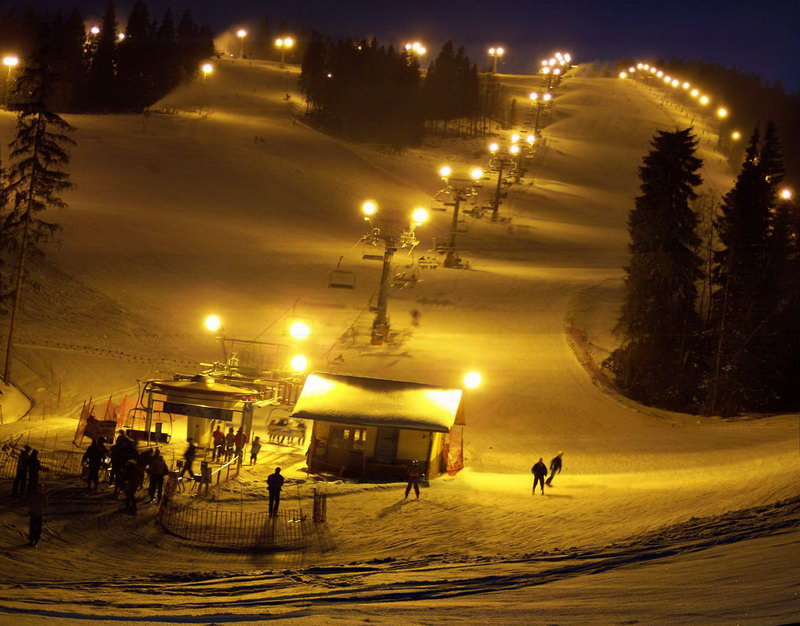
Skigebiet Kotelnica